# Сорбенмарк
Сорбенмарк (на латински: Limes Sorabicus, нем. на немски: Sorbenmark, Sorbische Mark) е гранична зона между Франкската империя и на изток от нея живеещите сорби. Тя е създадена най-късно през средата на 9 век и загубва своето значение през края на 9 век.
Тази територия е под командването на един княз (dux Sorabici limitis). Известни са трима с тази служба:
- Такулф (849, 858 и 873), 873 „comes et dux Sorabici limitis“, маркграф
- Ратолф (874) от франкската фамилия Бабенберги, син на Такулф
- Попо (880). В други източници той е наричан също и граф (comes), маркграф (marchio) и дори като княз на тюрингите (dux Thuringorum) от франкските Бабенберги.